# Irena Santor
Irena Santor z domu Wiśniewska (ur. 9 grudnia 1934 w Papowie Biskupim) – polska piosenkarka wykonująca szeroko pojęty pop tradycyjny.
W latach 1951–1959 solistka Państwowego Zespołu Ludowego Pieśni i Tańca „Mazowsze”, którego twórczość klasyfikowana jest jako muzyka folkowa i świąteczna. Od 1959 artystka solowa, wylansowała przeboje: „Maleńki znak” (1960), „Embarras” (1960), „Powrócisz tu” (1966), „Tych lat nie odda nikt” (1970) czy „Już nie ma dzikich plaż” (1985). Nagrała szereg solowych albumów, m.in. Halo Warszawo, Piosenki stare jak świat, Powrócisz tu, Zapamiętaj, że to ja, Moja Warszawa, Witaj gwiazdko złota, Telegram miłości, Cdn., Biegnie czas, Warszawa, ja i ty, jak również Duety (1996), Santor Cafe (2000), Kolory mojej Warszawy (2001), Jeszcze (2002), Kręci mnie ten świat, (2010), Zamyślenia (2014) i Punkt widzenia (2014). Stworzyła duety muzyczne z artystami, takimi jak m.in. Mieczysław Fogg, Edyta Górniak, Krzysztof Cugowski, Magda Umer, Andrzej Sikorowski, Zbigniew Wodecki, Kasia Stankiewicz, Paweł Kukiz, Alibabki, Wojciech Gąssowski, Jerzy Połomski, Anna Maria Jopek, Grzegorz Turnau, Grażyna Łobaszewska i Justyna Steczkowska.
Laureatka międzynarodowych festiwali piosenkarskich. Pierwsza w Polsce piosenkarka uhonorowana doktoratem honoris causa. Koncertowała w większości krajów Europy, w obu Amerykach, Azji i Australii. Dokonała licznych nagrań dla Polskiego Radia, a jednym z pierwszych była piosenka „Straciłam twe serce” (kompozycja Władysława Szpilmana do słów Ludwika Starskiego).
W 2021 ogłosiła zakończenie kariery, lecz na początku 2025 roku wróciła do śpiewania i zorganizowała serię koncertów z okazji swoich 90. urodzin.

## Rodzina i edukacja
Urodziła się w Papowie Biskupim w 1934, ale już w następnym roku jej rodzice przenieśli się do Solca Kujawskiego. Po wybuchu II wojny światowej członkowie niemieckiej organizacji Selbstschutz zamordowali jej ojca, Bernarda. W 1948 wraz z matką zamieszkała w Polanicy-Zdroju, gdzie uczęszczała do Gimnazjum Zdobienia Szkła. Następnie uczyła się w Zasadniczej Szkole Zawodowej Przemysłu Szklarskiego w Szczytnej, choć jej nauczycielki już wtedy sugerowały, by poświęciła się śpiewowi. Wykorzystując pobyt w polanickim Domu Zdrojowym Zdzisława Górzyńskiego, ówczesnego dyrygenta opery z Poznania, jedna z nauczycielek poprosiła muzyka o przesłuchanie Wiśniewskiej. Górzyński poznał się na jej śpiewie i dał list rekomendujący nastolatkę Tadeuszowi Sygietyńskiemu, założycielowi Zespołu Pieśni i Tańca „Mazowsze”.

## Kariera
Występy w „Mazowszu” rozpoczęła w 1951. W zespole poznała Stanisława Santora, skrzypka i koncertmistrza orkiestry radiowej, który w przyszłości został jej mężem. Do szkoły w Karolinie uczęszczała wspólnie z Lidią Korsakówną. Techniki estradowego rzemiosła uczyła się u prof. Wandy Wermińskiej.

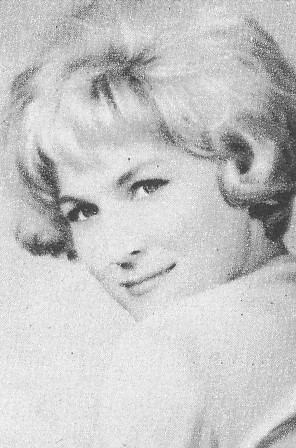
Santor w latach 60.

Po odejściu z „Mazowsza” w 1959 rozpoczęła samodzielną działalność estradową. Po raz pierwszy bez „Mazowsza” wystąpiła publicznie w 50. wydaniu audycji Zgaduj-Zgadula w grudniu 1959 w Sali Kongresowej w Pałacu Kultury i Nauki w Warszawie. Na zlecenie Władysława Szpilmana nagrała m.in. utwory „Maleńki znak” i „Embarras”, za który w 1961 odebrała dwie nagrody na 1. Międzynarodowym Festiwalu Piosenki w Sopocie. W 1963 miała wystąpić na 1. Krajowym Festiwalu Piosenki Polskiej w Opolu, jednak koszt wysłania po nią samolotu do Poznania był zbyt duży dla organizatorów festiwalu. Współpracowała z kabaretami Wagabunda, U Kierdziołka i Karuzela Warszawska. W latach 1965–1966 występowała w Teatrze Syrena i Teatrze Ateneum, grając w spektaklach: Zróbmy coś, Kram z piosenkami, Inne czasy i Ćwierć za kominem.
W latach 1965–1966 została uznana za najpopularniejszą piosenkarkę Polonii amerykańskiej. Uczestniczyła w festiwalach zagranicznych np. w Rio de Janeiro, na Majorce. W 1966 za utwór „Powrócisz tu” otrzymała dwie nagrody na 4. Krajowym Festiwalu Piosenki Polskiej w Opolu. W marcu 1967 wystąpiła z mężem Stanisławem Santorem w programie Zgaduj Zgadula kręconym w Radomskich Zakładach Obuwia. Zrealizowała i wystąpiła w wielu recitalach telewizyjnych, takich jak: Ja jestem twoja, czyli śpiewa Irena Santor, Malowanki polskie, Bez próby – I. Santor, Dzisiaj śpiewa się inaczej, Pieśni S. Moniuszki: cz. 1 – Błyszczą krople rosy, cz. 2 – Płyń dźwięczny głosie, Chęć na życie czy Benefis I. Santor. Jej wizerunek medialny w latach 60. umocniła rola w filmie Przygoda z piosenką (1968) Stanisława Barei, w którym zagrała gwiazdę piosenki Suzanne Blanche.

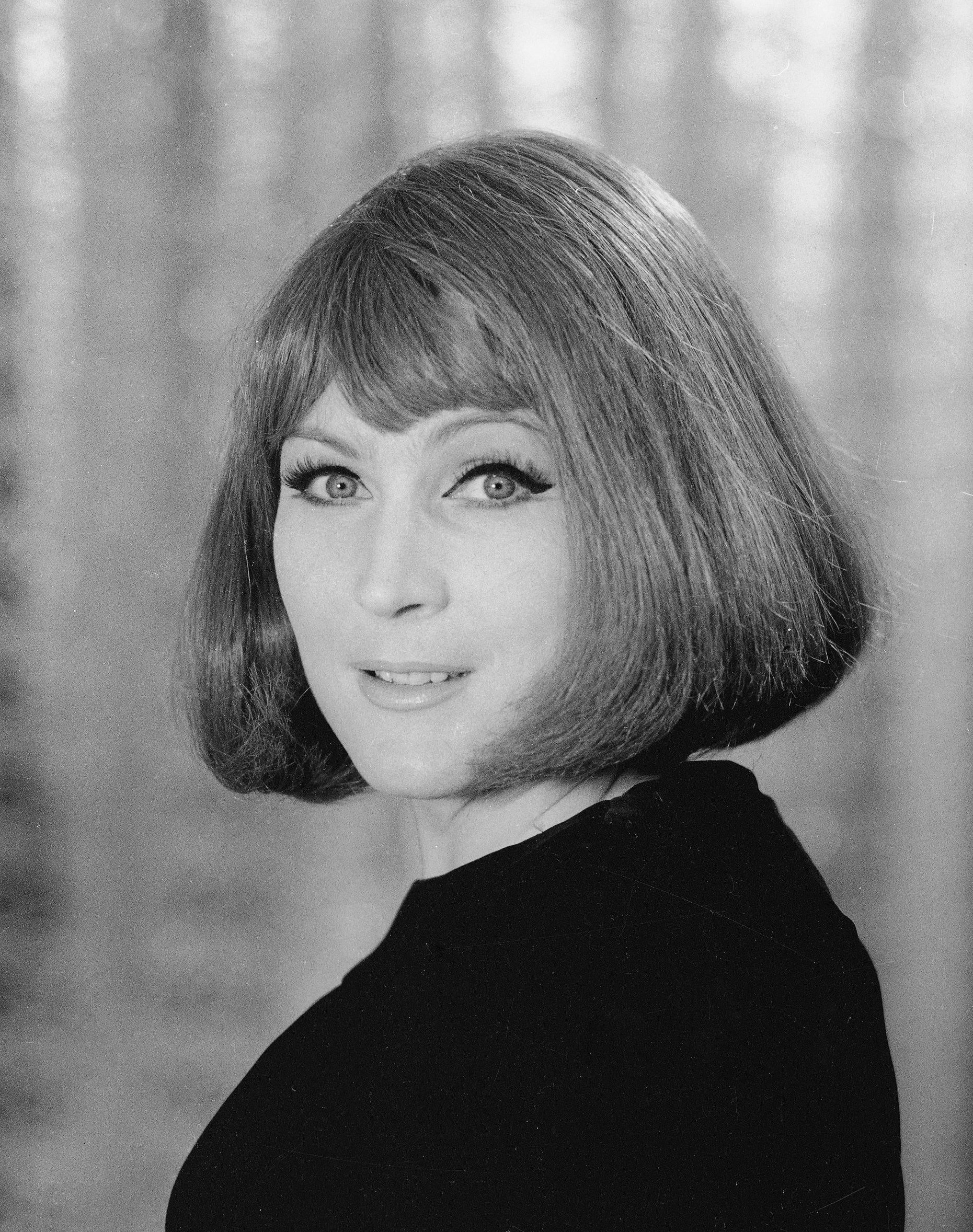
Santor (1970)

W 1978 prowadziła objazdowy program Estrady Stołecznej Skąd my się znamy, w którym także wystąpiła z Orkiestrą Polskiego Radia i Telewizji w Katowicach pod dyrekcją Jerzego Miliana. W 1979 związała się z Wojewódzką Agencją Imprez Artystycznych w Katowicach i dała cykl koncertów recitalowych na Śląsku, a także wystąpiła w programie estradowym Gwiazda zaprasza w Domu Muzyki i Tańca w Zabrzu. W tym czasie nagrała wiele utworów dla katowickiego oddziału Polskiego Radia i Telewizji Polskiej. Również w 1979 była bohaterką programu artystycznego Gwiazdy estrady – Irena Santor zrealizowanego przez Telewizję Polską i wystąpiła w koncercie 35-lecia PRL na 17. KFPP w Opolu, na którym za liryczny walc „Embarass” otrzymała pierwsze w swojej karierze Grand Prix festiwalu.
W 1991 na 28. KFPP w Opolu odebrała Nagrodę Honorową Grand Prix festiwalu za „wybitne osiągnięcia w sztuce interpretacji piosenki”. Również w 1991 wycofała się z czynnego życia artystycznego, zapowiadając, że nie będzie już grać koncertów na żywo z wyjątkiem imprez charytatywnych i promujących zdrowy tryb życia, miała jednak nadal nagrywać dla radia i współpracować z telewizją. Z czasem zmieniła plany muzyczne. W sierpniu 1998 uczestniczyła w nagrywaniu programu telewizyjnego w TVP o festiwalu sopockim. Była nominowana do Telekamery 1999 dla wokalistki roku. W czerwca 1999 przewodniczyła komisji jurorskiej na 3. Ogólnopolskim Festiwalu Obrzędów Weselnych w Węgrowie. 21 maja 2001 na gali w Teatrze Wielkim w Warszawie wręczyła statuetki Teraz Polska producentom za promowanie polskich produktów.
W marcu i kwietniu 2002 zagrała ogólnopolską trasę koncertową w ramach promocji swojego albumu pt. Jeszcze, który wydała 6 kwietnia 2002. 23 sierpnia tego samego roku zagrała recital w finałowej części 39. MFP w Sopocie i odebrała nagrodę Bursztynowego Słowika za całokształt twórczości. W tym samym roku wystąpiła w koncercie z okazji 50-lecia Telewizji Polskiej. Z okazji Dnia Kobiet w 2005 zagrała dwa duże koncerty: 7 marca w Poznaniu w Teatrze Wielkim i 12 marca w Łodzi w Teatrze Muzycznym. We wrześniu 2006 była gościem 43. KFP w Sopocie.
Brała udział w wielu koncertach charytatywnych, m.in. w akcji pomocy powodzianom powodzi tysiąclecia w 1997 i w koncercie charytatywnym Pokonamy fale na rzecz ofiar grudniowego tsunami w Azji Południowo-Wschodniej w 2004. Wzięła także udział w nagraniu charytatywnego singla „Pokonamy fale”. Wspomaga Fundację Anny Dymnej „Mimo Wszystko” na organizowanym przez tę fundację Festiwalu Zaczarowanej Piosenki, którego jest również Honorową Patronką. 5 października 2005 odebrała nagrodę Przyjaciela Zaczarowanego Ptaszka na ceremonii w gmachu Telewizji Polskiej.

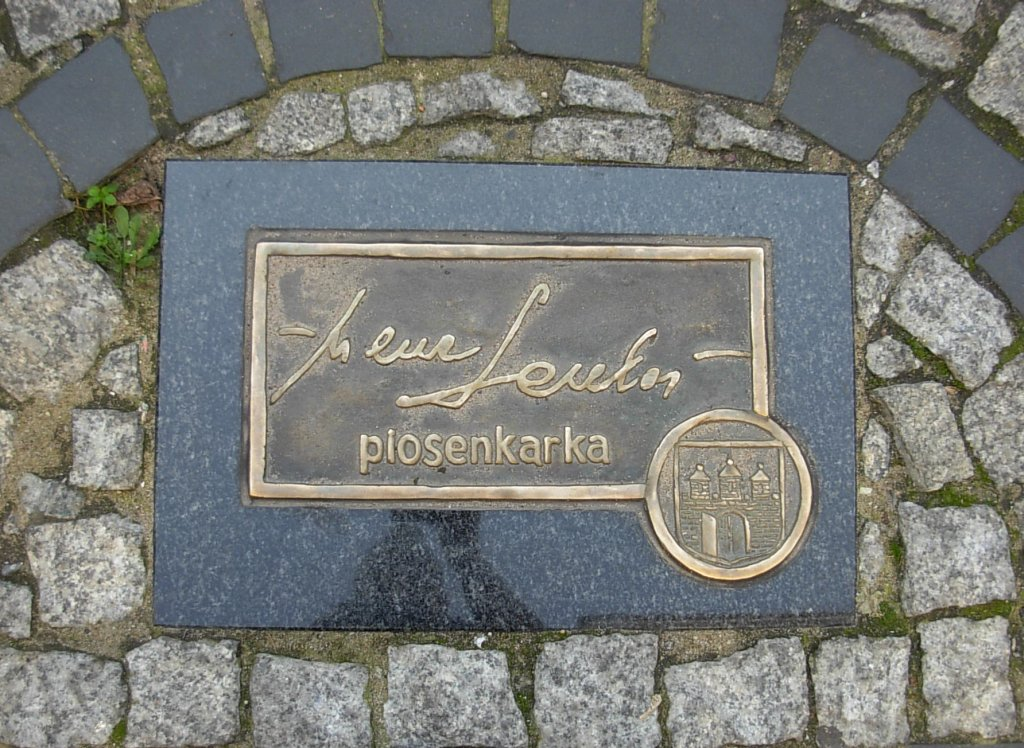
Santor (2009)

W latach 1994–2004 była przewodniczącą Stowarzyszenia Polskich Artystów Wykonawców Muzyki Rozrywkowej. Uczestniczyła również w pracach Rady Artystycznej Polskich Nagrań. W 1995 nakładem wydawnictwa Grupa Image ukazały się pamiętniki Santor pt. „Miło wspomnieć” w opracowaniu Violetty Lewandowskiej. W 1996 wydała album pt. Duety, za którego sprzedaż odebrała w listopadzie 2000 certyfikat złotej płyty. 9 grudnia 2004 otrzymała listowne życzenia urodzinowe od wojewody mazowieckiego Leszka Mizielińskiego.

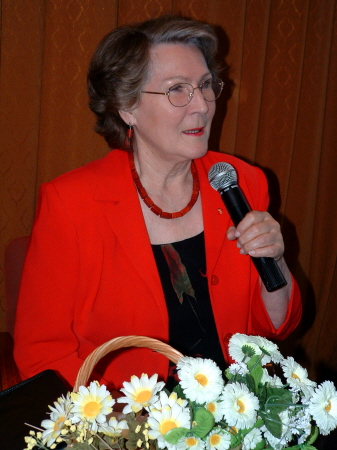
Santor (2006)

W 2006 wystąpiła w programie Załóż się. Wielokrotnie była bohaterką programów muzycznych w TVP, takich jak Szansa na sukces, Wideoteka dorosłego człowieka i Od przedszkola do Opola. Wystąpiła w programie Porozmawiajmy u ks. Nowaka (2003) i w teledysku promującym Unię Europejską. 13 i 14 września 2006 była gościem 31. Festiwalu Polskich Filmów Fabularnych w Gdyni. 23 października 2006 wzięła udział w spotkaniu z cyklu Ludzie estrady – śpiewane rozmowy… zorganizowanym w Klubie Garnizonowym w Krakowie. 7 lutego 2007 wystąpiła w programie telewizyjnym z okazji Walentynek pt. Muzyczne historie miłosne w TVP2, podczas którego zaśpiewała piosenkę „Embarras” w duecie z Mezo. Wzięła udział w koncercie TVN pt. Zakochajmy się jeszcze raz, na którym zaśpiewała „Embarras” w duecie ze Zbigniewem Wodeckim. 2 czerwca 2007 w Łazienkach Warszawskich wystąpiła w spektaklu Mazowieckiego Teatru Muzycznego „Operetka” Dziecko w krainie muzyki; fragmenty tego widowiska zostały zaprezentowane 1 czerwca 2008 na koncercie „Operetka dzieciom” w Sali Kongresowej w Warszawie. 16 czerwca 2007 uroczyście otwierała i zamykała 3. Finał Festiwalu Zaczarowanej Piosenki im. Marka Grechuty w Krakowie, tego samego dnia podczas koncertu Super Jedynek na 44. KFPP w Opolu wykonała piosenkę „Tych lat nie odda nikt”. Następnego dnia wraz z laureatami Festiwalu Zaczarowanej Piosenki oraz m.in. Michałem Bajorem i Zbigniewem Zamachowskim uczestniczyła w koncercie Fundacji Anny Dymnej „Radość Mimo Wszystko” w Krakowie.
Wiosną 2010 była jedną z jurorek w programie rozrywkowym Polsatu Tylko nas dwoje.
13 października 2012 była bohaterką i honorowym gościem Amadeusza Szklarza-Habrowskiego w varsavianistycznym cyklu spotkań biograficznych pt. Kto spotyka Warszawę? zorganizowanym podczas 9. Ogólnopolskiego Festiwalu Piosenki Retro im. Mieczysława Fogga w Domu Spotkań z Historią w Warszawie. 16 czerwca 2013 na jubileuszowym koncercie pt. Opole! Kocham Cię! – Gala Jubileuszowa na 50. KFPP w Opolu odebrała z rąk Prezesa Zarządu Polskiego Radia Andrzeja Siezieniewskiego nagrodę Diamentowego Mikrofonu.
W lipcu 2021 ogłosiła zakończenie kariery artystycznej. W listopadzie 2022 wydała ostatni nagrany przez nią (w duecie z Michałem Bajorem) utwór „Trzy drzewka”, pochodzący z premierowego albumu artysty pt. No, a ja?. W październiku 2024 nakładem wydawnictwa Prószyński i S-ka ukazała się książka biograficzna pt. „Irena Santor. Tych lat nie odda nikt”, w następnym miesiącu wydawnictwo Agencji Muzycznej Polskiego Radia wydało album kompilacyjny pt. Irena Santor zawierające radiowe nagrania archiwalne artystki z lat 1967–1985 oraz piosenki z jej ostatnich dwóch płyt: Kręci mnie ten świat (2010) i Punkt widzenia (2014), a w grudniu premierę miał film biograficzny Irena Santor. Magiczny jeden krok zrealizowany przez Telewizję Polską w reżyserii Agnieszki Goli, w którym piosenkarka opowiedziała o swoim życiu i karierze zawodowej. 25 listopada 2024 w Urzędzie Miejskim w Ciechocinku w obecności artystki odbyła się ceremonia nadania jej imienia Międzynarodowemu Festiwalowi „Vistula Sounds”. 9 grudnia tego samego roku w Ursynowskim Centrum Kultury „Alternatywy” odbył się koncert jubileuszowy z okazji jej 90. urodzin, a 10 dni później odbył się benefis Santor, który został wyemitowany przez TVP1.

## Repertuar i głos
Współpracowała z Orkiestrą Polskiego Radia i Telewizji pod dyrekcją Stefana Rachonia, gdzie współpraca układała się „nader udanie”, a orkiestra „potrafiła grać w każdej sytuacji”.
W 1966, półtora tygodnia przed rozpoczęciem KFPP w Opolu, Piotr Figiel zaproponował Santor wykonanie swojej piosenki „Powrócisz tu”. Początkowo uważała, że jest ona dla niej „zbyt ostra”, ale po pierwszym występie z orkiestrą „połknęła bakcyla”. Dzięki piosence zwyciężyła w koncercie Premier na festiwalu opolskim. W latach 60. wykonywała też „Cyganerię”, polską wersję greckiej piosenki „Oi mortez” nagrodzonej na 6. MFP w Sopocie.
Szczególne miejsce w repertuarze artystki zajmuje Warszawa, do której po raz pierwszy przyjechała w 1951. Nagrała szereg utworów o stolicy.
Spełnieniem marzeń artystki była realizacja płyty Santor Cafe.
Jej głos opisywany jest jako mezzosopran koloraturowy o szerokiej rozpiętości skali. Porównywany jest do najlepszych skrzypiec Stradivariusa. Posiada nieskazitelną technikę wokalną, która pozwala jej na perfekcyjne operowanie głosem w każdym jego zakresie.

## Życie prywatne
W 1958 jej mężem został Stanisław Santor (1922–1999), koncertmistrz i pierwszy skrzypek Orkiestry Polskiego Radia i Telewizji pod dyrekcją Stefana Rachonia. W 1959 urodziła córkę, Sylwię, która zmarła po dwóch dniach od urodzenia. Przedwczesna śmierć dziecka była przyczyną rozpadu ich małżeństwa. Rozwiedli się po 19 latach małżeństwa, lecz pozostawali w przyjaźni. Następnie jej długoletnim partnerem był aktor Zbigniew Korpolewski (1934–2018).
5 listopada 1961 uległa wypadkowi samochodowemu na drodze z Łodzi do Warszawy. Samochód prowadzony przez Jerzego Abratowskiego wpadł w poślizg i uderzył w drzewo, w wyniku czego żona Abratowskiego Ludmiła Jakubczak poniosła śmierć, a Abratowski i Santor doznali niewielkich obrażeń.
6 kwietnia 2000 dowiedziała się, że wykryto u niej nowotwór piersi. W jej przypadku nowotwór został ujawniony w pierwszym stadium rozwoju, a operacja w warszawskim Centrum Onkologii wypadła pomyślnie. Po diagnozie zaangażowała się w akcję namawiania kobiet do systematycznych badań ginekologicznych i mammograficznych.
Jest matką chrzestną Julii, córki piosenkarki Łucji Prus.
Pasjonuje się zbieraniem bursztynów i szlachetnych kamieni. Posiada pokaźną kolekcję własnych karykatur. Mieszkanka Osiedla Stawki w Warszawie.

## Nagrody i odznaczenia
- 1961 – I nagroda na MFP Sopot 1961 (za interpretację piosenek Embarras i Walczyk na cztery ręce)
- 1961 – 1 miejsce w Konkursie na ulubionego Piosenkarza Redakcji Ekspresu Wieczornego i Polskiego Radia (przed Sławą Przybylską i Mieczysławem Wojnickim)
- 1965 – Nagroda najpopularniejszej Piosenkarki Roku wśród Polonii amerykańskiej
- 1966 – Nagroda najpopularniejszej Piosenkarki Roku wśród Polonii amerykańskiej
- 1966 – I nagroda na KFPP Opole 1966 (za piosenkę Powrócisz tu)
- 1966 – III nagroda na MFP Sopot 1966 (za piosenkę Powrócisz tu)
- 1970 – Nagroda Miasta Warszawy (za upowszechnianie kultury ufundowana przez Stołeczną Radę Narodową)
- 1971 – III nagroda na festiwalu w Tokio (Japonia) (za interpretację piosenki Może już jutro)
- 1974 – Odznaczenie Srebrny Krzyż Zasługi
- 1975 – Nagroda publiczności na KFPP Opole 1975 (za piosenkę Idzie miłość)
- 1976 – Dyplom Ministra Spraw Zagranicznych za wybitne zasługi w propagowaniu polskiej kultury za granicą
- 1976 – Złoty Krzyż Zasługi
- 1979 – Nagroda Przewodniczącego Komitetu ds. RiTV
- 1979 – Nagroda Grand Prix na KFPP Opole 1979
- 1985 – Krzyż Kawalerski Orderu Odrodzenia Polski
- 1987 – Odznaczenie Złota Odznaka Hon. Tow. Polonia
- 1989 – odznaka tytułu honorowego „Zasłużony dla Kultury Narodowej”
- 1991 – Nagroda Honorowe Grand Prix na KFPP Opole 1991
- 1993 – Nagroda Wiktor 1992
- 1993 – Nagroda Srebrny As (nagroda Polish Promotion Corporation)
- 1994 – Nagroda Artystyczna Polskiej Estrady Prometeusz 1994.
- 1997 (styczeń) – I miejsce w IV edycji plebiscytu „Złota Piątka TeleRzeczpospolitej” (organizowanego przez gazetę „Rzeczpospolita” za rok 1996)
- 1997 – Złota Płyta za album Miło wspomnieć z 1993 roku
- 1998 – Krzyż Komandorski Orderu Odrodzenia Polski (za wybitne zasługi dla kultury polskiej, za osiągnięcia w pracy artystycznej)[31]
- 1999 – Nagroda Miasta Stołecznego Warszawy
- 2000 (styczeń) – II miejsce w plebiscycie „Najpopularniejsi polscy piosenkarze” (organizowanym dla gazety” Super Express” za rok 1999, uzyskała 15 procent głosów)
- 2000 (6 grudnia) – złota płyta za album Duety z 1996 roku[32]
- 2000 – Nagroda Harpia (tytuł przyznany przez Małgorzatę Domagalik, redaktorkę rubryki „Druga płeć” w tygodniku „Wprost”)
- 2002 (28 stycznia) – X miejsce w IX edycji plebiscytu „Złota Piątka TeleRzeczpospolitej” (organizowanego przez gazetę „Rzeczpospolita” za rok 2001)
- 2002 – Nagroda Bursztynowy Słowik na Sopot Festivalu 2002
- 2003 (styczeń) – I miejsce w plebiscycie „Najpopularniejsi polscy piosenkarze” (organizowanym dla gazety” Super Express” za rok 2002, uzyskała 14 procent głosów)
- 2004 (styczeń) – II miejsce w plebiscycie „Najpopularniejsi polscy piosenkarze” (organizowanym dla gazety” Super Express” za rok 2003)
- 2005 (styczeń) – V miejsce w XII edycji plebiscytu „Złota Piątka TeleRzeczpospolitej” (organizowanego przez gazetę „Rzeczpospolita” za rok 2004)
- 2005 (16 października) – Honorowe Obywatelstwo Miasta: Solec Kujawski
- 2005 (25 października) – Nagroda Przyjaciela Zaczarowanego Ptaszka od Fundacji Anny Dymnej Mimo wszystko (za pomoc przy organizacji I Festiwalu Piosenki Zaczarowanej, festiwalu dla osób niepełnosprawnych utalentowanych wokalnie)
- 2007 (17 kwietnia) – Nagroda Złoty Fryderyk (za całokształt twórczości artystycznej; statuetkę wręczyła prezydent Warszawy Hanna Gronkiewicz-Waltz)
- 2007 (29 września) – Złoty Liść Retro 2007 na IV Ogólnopolskim Festiwalu Piosenki Retro im. Mieczysława Fogga w Krakowie
- 2007 (6 listopada) – Nagroda Białego Kruka 2007 przyznawana przez Fundację Promocja Zdrowia
- 2007 (14 grudnia) – Złoty Medal „Zasłużony Kulturze Gloria Artis”[33]
- 2008 (7 listopada) – Order Uśmiechu, na wniosek dzieci, przyznany przez Międzynarodową Kapitułę Orderu Uśmiechu (wręczony 1 czerwca 2009)
- 2009 (13 czerwca) – nagroda TV Polonia „Artysta bez Granic”
- 2009 (7 grudnia) – Medal Pamiątkowy „Pro Masovia”[34]
- 2012 (2 lutego) – złota płyta za album Kręci mnie ten świat[35]
- 2013 (13 czerwca) – tytuł Honorowego Obywatela Warszawy[36][37]
- 2013 (16 czerwca) – Diamentowy Mikrofon, przyznawany przez Zarząd Polskiego Radia
- 2014 (9 sierpnia) – Honorowe Obywatelstwo Gminy: Papowo Biskupie[38]
- 2014 – Medal Świętego Brata Alberta za wspieranie osób niepełnosprawnych[39].
- Nagroda Złoty Mikrofon miasta Chicago
- Nagroda Złoty Klucz miasta Buffalo
- Nagroda Złota Honorowa Odznaka Legionu Kanadyjskiego
- 2017 (31 maja) – doktorat honoris causa Akademii Muzycznej w Łodzi[40]
- 2019 (20 maja) – Super Gwiazda Plejady[41]
- 2023 (26 kwietnia) – Honorowe Obywatelstwo Województwa Kujawsko-Pomorskiego[42]
- 2025 – Odznaka Honorowa „Zasłużony dla Mazowsza”[43]

## Spektakle
| Data premiery     | W teatrze                         | Tytuł spektaklu                                    | Reżyseria                          | Forma twórczości |
| ----------------- | --------------------------------- | -------------------------------------------------- | ---------------------------------- | ---------------- |
| 25 lutego 1961    | Ateneum im. S. Jaracza – Warszawa | Kram z piosenkami (Leon Schiller)                  | Barbara Fijewska                   | role             |
| 29 stycznia 1966  | Buffo „Syrena” – Warszawa         | Inne czasy czyli 20 lat ... (Program jubileuszowy) | Czesław Szpakowicz                 | role             |
| 27 lutego 1969    | Syrena – Warszawa                 | Róbmy coś (Zdzisław Gozdawa, W. Stępień)           | Stanisława Stanisławska-Majdrowicz | role             |
| 15 listopada 1970 | Syrena – Warszawa                 | Ćwierć za kominem (Parada retrospekcyjna)          | Edward Dziewoński                  | role             |
| 11 stycznia 1971  | Sala Kongresowa PKiN – Warszawa   | Bo my jesteśmy z Woli... (Program składany)        | Maria Januszkiewicz                | role             |

## Filmografia
| Rok produkcji | Tytuł filmu               | W filmie                             | Rola / Tytuł piosenek                                                                                        |
| ------------- | ------------------------- | ------------------------------------ | --- |
| 1953          | Przygoda na Mariensztacie | wykonanie piosenki:                  | wykonane wspólnie z Tadeuszem Schmidtem Jak przygoda to tylko w Warszawie                                    |
| 1961          | Kopciuszek                | obsada aktorska: wykonanie piosenek: | Cinderella (głos, partie wokalne) Cinderello, Ja znam takie sny cudowne, Słowiczy trel                       |
| 1962          | Gangsterzy i filantropi   | wykonanie piosenki:                  | Niby nic |
| 1962          | Klub kawalerów            | obsada aktorska wykonanie piosenki:  | piosenki śpiewane przez Jadwigę Piorunowiczową, postać odtwarzaną przez Lidię Korsakównę                     |
| 1962          | Zakochany kundel          | obsada aktorska wykonanie piosenki:  | Lilly (głos, partie wokalne) La La Lu                                                                        |
| 1962          | Kolorowe melodie          | wykonanie piosenek                   | brak danych                                                                                                  |
| 1966          | Tomcio Paluch             | wykonanie piosenek                   | brak danych                                                                                                  |
| 1968          | Przygoda z piosenką       | obsada aktorska: wykonanie piosenek: | piosenkarka Suzanne Blanche vel Zuzanna Białko Piosenka Vedetty, Każda miłość jest pierwsza, Paryski walczyk |
| 1969          | Koncert na 707 ulic       | wykonanie piosenki:                  | Znajdziesz to w Warszawie                                                                                    |
| 1976          | Inna                      | wykonanie piosenki:                  | kolędy |
| 1996          | Dzień wielkiej ryby       | wykonanie piosenki:                  | Boję się twojej miłości                                                                                      |
| 2007          | M jak miłość              | obsada aktorska                      | ona sama |

## Dyskografia
Albumy studyjne:
- 1961 – Randez-Vous z Ireną Santor
- 1963 – W krainie piosenki
- 1964 – Dzień dobry piosenko
- 1965 – Halo Warszawo!
- 1966 – Piosenki stare jak świat
- 1967 – Powrócisz tu...
- 1968 – Zapamiętaj, że to ja...
- 1969 – Wśród nocnej ciszy...
- 1970 – Dla ciebie śpiewa Irena Santor
- 1972 – Moja Warszawa
- 1972 – Z tobą na zawsze
- 1972 – Witaj gwiazdko złota
- 1973 – Jubileusz
- 1976 – Irena Santor
- 1977 – Baśnie Andersena w piosence
- 1978 – Irena Santor
- 1979 – Telegram miłości
- 1981 – Przeboje pana Stanisława
- 1982 – CDN
- 1985 – Irena Santor w piosenkach Ryszarda Szeremety
- 1985 – Kolędy Polskie 85
- 1990 – Biegnie czas
- 1996 – Duety
- 2000 – Santor Cafe
- 2001 – Jeszcze
- 2010 – Kręci mnie ten świat
- 2014 – Zamyślenia
- 2014 – Punkt widzenia

| Pozostała dyskografia: Gramofonowe pocztówki muzyczne: - GR I. Santor: Po ulicy chodzę KAW - GR I. Santor: Gdy nadejdzie taki czas Ruch - GR I. Santor: Zaczekajmy z tą miłością Ruch - GR I. Santor: Tango Milonga Ruch - GR I. Santor: Graj piękny Cyganie Ruch - GR I. Santor: Piosenka o sąsiedzie Ruch - GR I. Santor: Nadleciał wiatr Ruch - GR I. Santor: Serce Ruch - GR I. Santor: Maleńki znak Ruch - GR I. Santor: Jezus malusieńki Ruch - GR I. Santor: Nadleciał wiatr Ruch - GR I. Santor: Gdy się Chrystus rodzi Ruch - GR I. Santor: Jesienne róże Ruch - GR I. Santor: Przy kominku Ruch - GR I. Santor: Z miłością nie spiesz się Ruch - GR I. Santor: Nie szukaj miłości Ruch - GR I. Santor: Zabierz Cyganowi skrzypce KAW - GR I. Santor: Przed pojednaniem Tompress - GR I. Santor: To możesz przyjść KAW - GR I. Santor: Ta wielka miłość Tompress - GR I. Santor: Już czeka utarty mak Tompress - GR I. Santor: Kamienne schodki Muza - GR I. Santor: Kumu? KAW - GR I. Santor: Komu mogę dać mój czas Tonpress - GR I. Santor: Mój największy błąd PWP Ruch - GR I. Santor: Umiała bym pokochać cię KAW - GR I. Santor: Jak szkoda że nie wcześniej Muza - GR I. Santor: Nasze białe noce KAW - GR I. Santor: Jesienne róże Muza - GR I. Santor: Avant de mourir Tonpress - GR I. Santor: Tych lat nie odda nikt Muza - GR I. Santor: Gdy nadejdzie taki czas Muza - GR I. Santor: Jasnoniebieska, jasnobłękitna Muza - GR I. Santor: Wiezie nas Wielki Wóz KAW - GR I. Santor: Nadleciał wiatr PWP Ruch - GR I. Santor: Sezam- Nadleciał wiatr PWP Ruch 1969 - GR I. Santor: Powrócisz tu PWP Ruch 1970 - GR I. Santor: Kto kocha ten wie KAW 1974 - GR I. Santor: Wiem że to miłość Tonpress 1976 - GR I. Santor: Do Betlejem pełni radości / Ach ubogi złobie PWP Ruch - GR I. Santor: Mijają noce i dnie / Przez marzenia PWP Ruch - GR I. Santor: Powraca się do pierwszej miłości / O wieczornym ptaku PWP Ruch - GR I. Santor: Najpiękniejsze Warszawianki to przyjezdne / Tyle wiem o piosence Tonpress - GR I. Santor: Jesteś w marzeniach / Zaczarowana łódź PWP Ruch - GR I. Santor: Zanim cię znalazłam / Wyczerpałam zasób snów Tonpress - GR I. Santor: Witaj gwiazdko złota / Dzisiaj w Betlejem PWP Ruch - GR I. Santor: Kowalem swego szczęścia każdy bywa sam / Nad głęboką wodą PWP Ruch - GR I. Santor: Przeleciała miłość ptakiem / Nie wiesz tego tylko ty Tonpress 1977 - GR I. Santor: Dwoje ludzi z marzeń / Nie mijaj mnie Tonpress 1978 - GR I. Santor: Nalej mi wina / To nie było przewidziane Tonpress 1979 Płyty gramofonowe typu extended play: - EP I. Santor Verition - EP I. Santor Muza 1962 - EP I. Santor: Wiązanka piosenek Zygmunta Wiehlera Muza 1963 - EP I. Santor Pronit 1965 - EP I. Santor Muza 1966 - EP I. Santor: Kowalem swego szczęścia każdy bywa sam Muza 1973 - EP I. Santor Muza 1973 - EP I. Santor: Kontredanse w stylu Mozarta Muza 1974 Płyty gramofonowe typu single play: - SP I. Santor: Zakochani czekają na maj / Nocami i dniami Muza - SP I. Santor: Przeminęło z wiatrem / Ja cieszę się Muza - SP I. Santor: Graj piękny Cyganie / Portowe światła Muza - SP I. Santor: Ze szczęściem na ty / Nie szukaj daleko Muza - SP I. Santor: Nadleciał wiatr / Byle mi cię chłopcze mieć Muza - SP I. Santor: Gdy przyjdzie czas / Niezapomniany walc Muza 1962 - SP I. Santor: Tu zaczyna się świat / To nie ja Muza 1963 - SP I. Santor: Powrócisz tu / Ze szczęściem na ty Muza 1967 - SP I. Santor: Serce / W hawajską noc Muza 1967 - SP I. Santor: Halo Warszawo! / To miłość się spóźnia Pronit 1968 - SP I. Santor: Kto spotyka Warszawę / Szkoda róż Tonpress - SP I. Santor: Telegram miłości / Potrafię serce nieść Tonpress - SP I. Santor: Wszystkie słowa miłości / To nie było przewidziane Muza - SP I. Santor: Tych lat nie odda nikt / Piosenka o sąsiedzie Muza 1970 - SP I. Santor: Czaba-raba-ran / Z miłością nie śpiesz się Muza 1972 - SP I. Santor: Wiem że to miłość / Jak wolny ptak Tonpress 1975 - SP I. Santor: Malowanki polskie Tonpress 1979 - SP I. Santor: Już nie ma dzikich plaż / Mówię wyłącznie do ścian Tonpress 1986 | Płyty gramofonowe typu long play: - LP Rendez-vous z I. Santor Muza 1961 - LP I. Santor: W krainie piosenki Muza 1963 - LP I. Santor: Dzień dobry piosenko Muza 1964 - LP I. Santor: Hallo, Warszawo! Pronit 1965 - LP I. Santor: Piosenki stare jak świat Muza 1966 - LP I. Santor: Powrócisz tu Muza 1967 - LP I. Santor: Zapamiętaj, że to ja Muza 1969 - LP I. Santor: Wśród nocnej ciszy Muza 1969 - LP Dla ciebie śpiewa I. Santor Muza 1970 - LP I. Santor: Moja Warszawa Muza 1972 - LP I. Santor: Z tobą na zawsze Muza 1972 - LP I. Santor: Witaj gwiazdko złota Muza 1972 - LP I. Santor: Jubileusz Muza 1973 - LP I. Santor Muza 1976 - LP Baśnie Andersena śpiewa I. Santor Veriton 1976 - LP I. Santor Pronit 1978 - LP I. Santor: Telegram miłości Pronit 1979 - LP I. Santor: CDN Muza 1982 - LP I. Santor: Przeboje pana Stanisława Muza 1982 - LP I. Santor w piosenkach Ryszarda Szeremety Poljazz 1985 - LP I. Santor: Biegnie czas Muza 1990 Kasety magnetofonowe: - CC I. Santor: Biegnie czas PN Edition 1990 - CC I. Santor: Gdy się Chrystus rodzi Muza 1992 - CC I. Santor: Kolędy Polskie, Gamma 1993 - CC I. Santor: Miło wspomnieć Muza 1993 - CC I. Santor: Duety Pomaton EMI 1996 Płyty kompaktowe: - CD I. Santor: Biegnie czas PN Edition 1990 - CD I. Santor: Gdy się Chrystus rodzi Muza 1992 - CD I. Santor: Trzeba marzyć Bravo 1992 - CD I. Santor: Warszawa, ja i ty Muza 1993 - CD I. Santor: Złote przeboje Wifon 1993 - CD I. Santor: Miło wspomnieć Muza 1993 - CD I. Santor: Piosenki stare jak świat Muza 1993 - CD I. Santor: Wiara przenosi góry PN Edition 1995 - CD I. Santor: Duety Pomaton EMI 1996 - CD I. Santor: Tych lat nie odda nikt Muza 1997 - CD Baśnie Andersena śpiewa I. Santor MTJ 1997 - CD I. Santor: Przeboje Moniuszki Muza 1998 - CD I. Santor: Moje piosenki, vol. 1 Muza 1998 - CD I. Santor: Moje piosenki, vol. 2 Muza 1998 - CD I. Santor: Moje piosenki, vol. 3 Muza 1999 - CD I. Santor: Moje piosenki, vol. 4 Muza 1999 - CD I. Santor: Moje piosenki, vol. 5 Muza 1999 - CD I. Santor: Moje piosenki, vol. 6 A/B Muza 1999 - CD I. Santor: Moje piosenki, vol. 7 A/B Muza 1999 - CD I. Santor: Moje piosenki, vol. 8 A/B Muza 1999 - CD I. Santor: Moje piosenki, vol. 9 Muza 1999 - CD I. Santor: Moje piosenki, vol. 10 Muza 1999 - CD Złota kolekcja: I. Santor Embarras vol. 1 Pomaton EMI 1999 - CD I. Santor: Moje piosenki, vol. 11 Muza 2000 - CD I. Santor: Moje piosenki, vol. 12 Muza 2000 - CD I. Santor: Besa me mucho Pomaton EMI 2000 (singel – jeden utwór) - CD I. Santor: Na moją głowę lecą krople deszczu Pomaton EMI 2000 (singel – jeden utwór) - CD I. Santor: C’est si bon Pomaton EMI 2000 (singel – jeden utwór) - CD I. Santor: Santor Cafe Pomaton EMI 2000 - CD I. Santor: Moje piosenki, vol. 13 Muza 2001 - CD I. Santor: Kolory mojej Warszawy, vol. 1-2 PR SA 2001 - CD I. Santor: Jeszcze kochasz mnie Pomaton EMI 2002 (singel – jeden utwór) - CD I. Santor: Jeszcze Pomaton EMI 2002 - CD I. Santor: Duety/Santor Cafe, vol. 1-2 Pomaton EMI 2004 - CD Złota kolekcja: I. Santor Tych lat nie odda nikt vol. 2 Pomaton EMI 2004 - CD I. Santor: Urodziny Ireny Santor Pomaton EMI 2010 - CD I. Santor: Kręci mnie ten świat Licomp Empik Multimedia 2010 - CD I. Santor: Delicje z Podwieczorków przy mikrofonie, vol. 1-3 PR SA 2013 - CD I. Santor: Wśród nocnej ciszy PN Muza 2013 - CD I. Santor: Zamyślenia My Music 2014 - CD I. Santor: Punkt widzenia Polskie Radio SA, Agencja Muzyczna 2014 |

## Teledyski i wideoklipy do piosenek
| Rok realizacji | Tytuł utworu                                                                                      | Śpiewa                          |
| -------------- | ------------------------------------------------------------------------------------------------- | ------------------------------- |
| lata 60.       | Powrócisz tu                                                                                      | Irena Santor                    |
| lata 60.       | Z Tobą na zawsze                                                                                  | Irena Santor                    |
| lata 70.       | Tych lat nie odda nikt                                                                            | Irena Santor i Alibabki         |
| lata 70.       | Ja jestem twoja                                                                                   | Irena Santor                    |
| 1980           | Walc Embarras (stworzony później na podstawie fragmentu z programu telewizyjnego pt. Jej portret) | Irena Santor i Zbigniew Wodecki |
| 1985           | Już nie ma dzikich plaż                                                                           | Irena Santor                    |
| lata 90.       | Już nie ma dzikich plaż                                                                           | Irena Santor                    |
| 1996           | Już nie ma dzikich plaż                                                                           | Irena Santor i Paweł Kukiz      |
| lata 90.       | Szanowny panie Balzac                                                                             | Irena Santor                    |
| 2014           | Chodź na kawę Warszawo                                                                            | Irena Santor                    |

## Najsłynniejsze piosenki
| Tytuł piosenki:                    | Autorzy piosenki:                       |
| ---------------------------------- | --------------------------------------- |
| Ach jak przyjemnie                 | H. Wars, L. Starski                     |
| Cicha noc                          | W. Szpilman, R. Sadowski                |
| Deszcz                             | W. Szpilman, K.I. Gałczyński            |
| Dwoje ludzi z marzeń               | W. Żukowska, A. Bernat                  |
| Embarras                           | J. Wasowski, J. Przybora                |
| Ja jestem twoja                    | W. Szpilman, T. Kubiak                  |
| Jak przygoda, to tylko w Warszawie | T. Sygietyński, L. Starski              |
| Jesienna rozłąka                   | J. Gert, B. Brok                        |
| Już nie ma dzikich plaż            | R. Szeremeta, K. Logan-Tomaszewski      |
| Kamienne schodki                   | J. Kępski, J. Lewiński                  |
| Każda miłość jest pierwsza         | M. Sart, J. Jurandot                    |
| List z Majorki                     | A. Sławiński, W. Młynarski              |
| Maleńki znak                       | Z. Wiehler, K. Wolińska                 |
| Małe mieszkanko na Mariensztacie   | Z. Gozdawa, W. Stępień                  |
| Morze                              | J. Lawina-Świętochowski                 |
| Może już jutro                     | L. Bogdanowicz, J. Urbanowicz           |
| Na Francuskiej                     | R. sielicki, B. Choiński, J. Gałkowski  |
| Na prawo most, na lewo most        | A. Gradstein, H. Kołaczkowska           |
| Nalej mi wina                      | W. Korcz, A. Osiecka                    |
| Nie ma szczęścia bez miłości       | W. Szpilman, H. Herold                  |
| Nie mijaj mnie                     | A. Hetman, Z. Stawecki                  |
| Nie mów mi sentymentalnych słów    | W. Piętowski, J. Odrowąż                |
| Nie oczekuję dziś nikogo           | W. Derwid, Z. Kaszkur, Z. Zapert        |
| Nie wiesz tego tylko ty            | J. Kukulski, J. Kondratowicz            |
| Nie wszystko przeminie             | A. Korzyński, A. Tylczyński             |
| Nocami i dniami                    | W. Szpilman, K. Winkler                 |
| Piosenka mariensztacka             | W. Szpilman, T. Kubiak, A. Miedzyrzecki |
| Powracająca melodyjka              | H. Klejne, A. Bianusz                   |
| Powrócisz tu                       | P. Figiel, J. Kondratowicz              |
| Pójdę na Stare Miasto              | W. Szpilman, E. Fiszer                  |
| Przyleciała miłość ptakiem         | J. Matuszkiewicz, R. Maklakiewicz       |
| Tarantela na niedzielę             | W. Korcz, A. Osiecka                    |
| To nie był sen                     | B. Klimczuk, A. Hosper                  |
| To nie było przewidziane           | W. Piętowski, J. Miller                 |
| Trochę wiosny jesienią             | R. Filiński, T. Filińska                |
| Tych lat nie odda nikt             | W. Szpilman, K. Winkler                 |
| Walczyk Warszawy                   | L. Rzewuski, J. Jurandot                |
| Warszawa, ja i ty                  | J. Harald, L. Starski                   |
| Wiem, że to miłość                 | A. Skorupka, S. Mrowiński               |
| Zaczekajmy z tą miłością           | J. Szczygieł, Z. Stawecki               |
| Zakochani                          | W. Szpilman, B. Brok                    |
| Zakochani czekają na maj           | J. Kępski, A. Jastrzębiec-Kozłowski     |
| Żyje się raz                       | A. Markiewicz, K. Żywulska              |